# Thelypteris scolopendrioides
Thelypteris scolopendrioides är en kärrbräkenväxtart som först beskrevs av Carolus Linnaeus, och fick sitt nu gällande namn av George Richardson Proctor. Thelypteris scolopendrioides ingår i släktet Thelypteris och familjen Thelypteridaceae. Inga underarter finns listade.